# Basilique Saint-François-Xavier de Dyersville
La basilique Saint-François-Xavier de Dyersville est l'une des cinquante-deux basiliques des États-Unis. Elle se trouve à Dyersville dans l'Iowa et dépend de l'archidiocèse de Dubuque. Elle est consacrée au patron des missions, saint François-Xavier et est inscrite au Registre national des lieux historiques.

## Historique

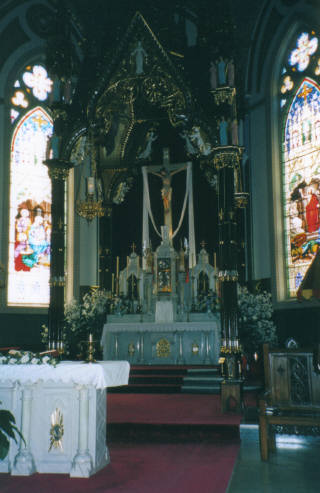
Vue du maître-autel de la basilique

Dyersville est fondée par des colons anglais, mais à partir des années 1830, ils laissent la place à des émigrants germanophones qui commencent à s'y installer. Une première église Saint-François-Xavier est construite qui devient insuffisante dans les années 1880. Une seconde église néogothique, l'église actuelle, est construite vers 1885 par Fridolin Heer et achevée en 1888. L'ancienne église est transformée en école, puis démolie, lorsque l'on en construit une nouvelle.
L'église est restaurée dans les années 1940. Le cardinal Konrad von Preysing visite l'église vers 1950 et elle est consacrée peu après. Elle est élevée au rang de basilique mineure par Pie XII en 1956. L'orgue (le second), issu de la maison Wicks Company de Highland est installé en 1971.
Le dimanche, la messe de midi est célébrée en latin dans le rite extraordinaire depuis 1995. L'église a été récemment restaurée.

## Architecture

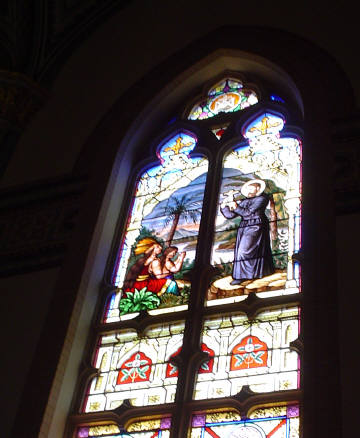
Vitrail de saint François-Xavier prêchant aux Indes

L'édifice peut accueillir 1 200 fidèles. Ses deux flèches mesurent 212 pieds de hauteur. La basilique est réputée pour ses soixante-quatre vitraux dont deux sont particulièrement remarquables: la rosace (1959) au-dessus de l'entrée, qui représente des motifs indiens, et celui de saint François-Xavier. 
Le maître-autel est en marbre d'Italie avec un baldaquin sur le modèle de la basilique Saint-Paul-hors-les-Murs. L'autel de gauche est voué au couronnement de la Vierge et celui de droite à saint Joseph. Ils sont en noyer cendré.
L'intérieur est également remarquable par ses fresques qui datent de la première moitié du XXe siècle.

## Source
- (en) Cet article est partiellement ou en totalité issu de l’article de Wikipédia en anglais intitulé « Basilica of St. Francis Xavier, Dyersville » (voir la liste des auteurs).